# The Killing Fields (Soundtrack)
The Killing Fields ist der bislang einzige Film-Soundtrack (zum Film The Killing Fields) des britischen Musikers Mike Oldfield aus dem Jahr 1984, dem Jahr, in dem auch sein Studioalbum Discovery erschien.

## Titelliste

### Original (1984)
1. Pran’s Theme – 0:44
2. Requiem for a City – 2:11
3. Evacuation – 5:14
4. Pran’s Theme 2 – 1:41
5. Capture – 2:24
6. Execution – 4:47
7. Bad News – 1:14
8. Pran’s Departure – 2:08
9. Worksite – 1:16
10. The Year Zero – 0:28
11. Blood Sucking – 1:19
12. The Year Zero 2 – 0:37
13. Pran’s Escape/The Killing Fields – 3:17
14. The Trek – 2:02
15. The Boy’s Burial/Pran Sees the Red Cross – 2:24
16. Good News – 1:46
17. Étude – 4:37

### Neuauflage (2016)
1. Pran’s Theme – 0:44
2. Requiem for a City – 2:11
3. Evacuation – 5:14
4. Pran’s Theme 2 – 1:41
5. Capture – 2:24
6. Execution – 4:47
7. Bad News – 1:14
8. Pran’s Departure – 2:08
9. Worksite – 1:16
10. The Year Zero – 0:28
11. Blood Sucking – 1:19
12. The Year Zero 2 – 0:37
13. Pran’s Escape/The Killing Fields – 3:17
14. The Trek – 2:02
15. The Boy’s Burial/Pran Sees the Red Cross – 2:24
16. Good News – 1:46
17. Étude – 4:37
18. Evacuation (single edit) – 4:11
19. Étude (single edit) – 3:07

## Wissenswertes
- Zwar wurden bereits Teile von Oldfields erstem Album Tubular Bells zur Untermalung des Films Der Exorzist herangezogen; The Killing Fields aber war das erste als Soundtrack geplante Album des Künstlers.
- Später schrieb Oldfield mit Tr3s Lunas einen Soundtrack für sein gleichnamiges Computerspiel; danach auch für das Spiel Maestro.
- Auch für Akte X war Oldfield aktiv und komponierte das Stück Tubular X, das aber nicht auf allen Soundtrack-Versionen der Serie zu haben ist. Es ist eine Mischung aus Mark Snows Titelsong der Serie und Oldfields Exorzisten-Thema aus Tubular Bells; inklusive einer Variante davon.
- Die durchschnittliche Länge eines Tracks beträgt knapp über 2 Minuten; das Album enthält das kürzeste Oldfield-Stück: The Year Zero mit einer Länge von 28 Sekunden; drei Stücke sind unter einer Minute lang.
- Étude, das einzige nicht von Oldfield komponierte Stück dieses Albums, heißt eigentlich Recuerdos de la Alhambra und stammt vom spanischen Gitarristen und Komponisten Francisco Tárrega (1852–1909).
- Das Album entstand mit deutscher Unterstützung: Unter der Leitung von Eberhard Schoener spielte das Bayerische Staatsorchester Bayerische Staatsoper und es sang der Tölzer Knabenchor.
- The Killing Fields wurde eingespielt in Studios in England, der Schweiz und in Deutschland.

## Kritik
Oldfield wurde 1984 für den Golden Globe für die beste Filmmusik nominiert. Als eigenständiges Album teilt The Killing Fields das Problem anderer Soundtracks, da viele Stücke weniger melodisch sind als vielmehr darauf abzielen, Szenen eines Kriegs- und Actiondramas zu untermalen, was auch Titel wie Execution oder Evacuation zeigen. Lediglich das längste Stück Étude mag auch für diejenigen Hörer ein Genuss sein, die den Film nicht kennen.